# Федорівка (Кодимська міська громада)
Фе́дорівка — село Кодимської міської громади у Подільському районі Одеської області, Україна. Населення становить 172 осіб.
Поблизу села розташовано ландшафтний заказник місцевого значення «Березівський».
19 липня 2020 року, в результаті адміністративно-територіальної реформи і ліквідації Кодимського району, село увійшло до складу новоутвореного Подільського району.

## Населення
Згідно з переписом УРСР 1989 року чисельність наявного населення селища становила 182 особи, з яких 81 чоловік та 101 жінка.
За переписом населення України 2001 року в селищі мешкали 184 особи.

### Мова
Розподіл населення за рідною мовою за даними перепису 2001 року:
| Мова       | Кількість | Відсоток |
| ---------- | --------- | -------- |
| українська | 178       | 96.22%   |
| російська  | 7         | 3.78%    |
| Усього     | 185       | 100%     |